# Argostemma
Argostemma es un género con 210 especies de plantas con flores perteneciente a la familia Rubiaceae.

## Descripción
Son hierbas suculentas subhialinas. Hojas opuestas o en su mayoría pseudo verticiladas, desiguales en tamaño, ovado elípticas a redondeadas. Estípulas entre peciolar, enteras, persistentes u obsoletas. Inflorescencia generalmente en racimos pedunculados o umbelas. Flores blancas. Cáliz (3 -) 4-5 (-7) lóbulos.  Estambres 4-5, por lo general exertos, anteras conniventes con 1-2 poros terminales. Disco de espesor medio. El fruto es una cápsula  unicelular, coriácea o membranosa, dehiscente por un operculatum, con muchas semillas. Semillas diminutas, comprimidas, con testa reticuladas.

## Taxonomía
El género fue descrito por  Nathaniel Wallich y publicado en Flora Indica; or descriptions of Indian Plants 2: 324. 1824. La especie tipo es: Argostemma sarmentosum Wall. 

## Especies seleccionadas
- Argostemma concinnum Hemsl.
- Argostemma condensum Craib
- Argostemma cordatum MAXIM S. NURALIEV, ANTON S. BEER, ANDREY N. KUZNETSOV, SVETLANA P. KUZNETSOVA[3]
- Argostemma dispar Craib
- Argostemma diversifolium Ridl.
- Argostemma ebracteolatum Geddes
- Argostemma fragile Geddes
- Argostemma khasianum C.B.Clarke
- Argostemma laeve Benn.
- Argostemma laxum Geddes
- Argostemma lobbii Hook.f.
- Argostemma lobulatum Craib
- Argostemma longifolium Benn.
- Argostemma neurocalyx Miq.
- Argostemma neurosepalum Bakh.f.
- Argostemma ophirense Maingay ex Hook.f.
- Argostemma parvum Geddes
- Argostemma pictum Wall.
- Argostemma plumbeum Craib
- Argostemma propinquum Ridl.
- Argostemma puffii Sridith
- Argostemma pulchellum Geddes
- Argostemma rotundicalyx Sridith
- Argostemma siamense Puff
- Argostemma stellatum Craib
- Argostemma subcrassum King
- Argostemma tavoyanum Wall. ex Benn.
- Argostemma thaithongae Sridith
- Argostemma unifolioloides King
- Argostemma verticillatum Wall.